# Poruba (Ostrava)
Poruba (deutsch früher auch Hennersdorf) ist ein Stadtbezirk der Stadt Ostrava in Tschechien. Er liegt 5 km westlich des Stadtzentrums in Mährisch-Ostrau, am linken Ufer der Oder in der historischen Landschaft Troppauer Schlesien. Mit über 65.000 Einwohnern ist er der zweitgrößte Stadtbezirk (nach Ostrava-Jih) und ist bekannt für sozialistisch-klassizistische Architektur.

Hauptstraße von Poruba

## Geschichte
Der Ort im Herzogtum Troppau wurde 1377 erstmals urkundlich erwähnt. Der Ortsname Poruba ist im tschechoslowakischen Sprachgebiet nur nördlich der Mährischen Pforte bekannt, weiter in der Slowakei, und ist mit dem südpolnischen Poręba verwandt, d. h. eine „Waldlichtung“, „Kahlschlag“. Im Jahr 1655 tauchte der deutsche Name Hennersdorf auf.
Die römisch-katholische Pfarrei im Bistum Olmütz bestand schon im 15. Jahrhundert. Nach dem Ersten Schlesischen Krieg (1742) gehörte der Ort zu Österreichisch-Schlesien. 1910 hatte das Dorf 1403 Einwohner, überwiegend tschechischsprachige (siehe Lachische Sprache) Römisch-Katholiken.
Im Jahr 1951 begann der Bau der größten sozialistischen Arbeitersiedlung im Ostrau-Karwiner Industriegebiet. 1957 wurde es nach Ostrau angeschlossen. In den 1980er Jahren zählte sie fast 100.000 Einwohner.

## Persönlichkeiten
- Adolf Zdrazila (1868–1942), schlesischer Maler und Grafiker